# Holinesteraza
Holinesteraza (EC 3.1.1.8, pseudoholinesteraza, butirilholin esteraza, nespecifična holinesteraza, holin esteraza II, benzoilholinesteraza, holin esteraza, butirilholinesteraza, propionilholinesteraza, antiholinesteraza, BtChoEase) je enzim sa sistematskim imenom acilholin acilhidrolaza. Ovaj enzim katalizuje sledeću hemijsku reakciju
acilholin + 2O {\displaystyle \rightleftharpoons } holin + karboksilat
Ovaj enzim deluje mnoštvo holinskih estara.
U biohemiji, holinesteraza ili holin esteraza je porodica esteraza koja lizira estre zasnovane na holinu, od kojih većina služe kao neurotransmiteri. Dakle, jedan od dva enzima katalizuje hidrolizu ovih holinergičnih neurotransmitera, kao što je razbijanje acetilholina u holin i sirćetnu kiselinu. Ove reakcije su neophodne da bi se holinergični neuron vratio u stanje mirovanja nakon aktivacije. Na primer, kod kontrakcije mišića, acetilholin na neuromišićnom spoju pokreće kontrakciju; ali da bi se mišić posle opustio, umesto da ostane zaključan u napetom stanju, acetilholin mora da se razgradi holin esterazom. Glavni tip za tu svrhu je acetilholinesteraza (takođe se naziva holin esteraza I ili eritrocitna holinesteraza); nalazi se uglavnom u hemijskim sinapsama i membranama crvenih krvnih zrnaca. Drugi tip je butirilholinesteraza (takođe se naziva holin esteraza II ili holinesteraza u plazmi); nalazi se uglavnom u krvnoj plazmi.

## Vrste i nomenklatura
Dve vrste holinesteraze su acetilholinesteraza (ACHE) i butirilholinesteraza (BCHE). Razlika između ove dve vrste povezana je sa njihovim preferencijama za podloge: prva brže hidrolizuje acetilholin; potonji brže hidrolizuje butirilholin.
Termin holinesteraza ponekad se koristi da bi se posebno odnosio na butirilholinesterazu, ali ova upotreba stvara neobičnost da holinesteraza i lažna holinesteraza (pseudoholinesteraza) pod tom šemom znače isto (zbunjujuće), a acetilholinesteraza se tada naziva istinskom holinesterazom. Nasuprot tome, stvarajući drugu neobičnost da holinesteraza i istinska holinesteraza tada ne znače isto. Ali takva upotreba je sada zastarela; trenutna, nedvosmislena imena i simboli HGNC su acetilholinesteraza (ACHE) i butirilholinesteraza (BCHE).
Acetilholinesteraza (EC 3.1.1.7) (ACHE), takođe poznata i kao AChE, holin esteraza I, eritrocitna holinesteraza ili eritrocitna holinesteraza, istinska holinesteraza, holin esteraza I ili (najformalnije) acetilholin acetilhidrolaze, primarno se nalazi u krvi na crvenoj boji membrane krvnih zrnaca, u nervno-mišićnim spojevima i u drugim neuronskim sinapsama. Acetilholinesteraza postoji u više molekularnih oblika. U mozgu sisara većina AChE se javlja kao tetramerni oblik G4 (10) sa mnogo manjim količinama monomernog oblika G1 (4S).
Butirilholinesteraza (EC 3.1.1.8) (BCHE), poznata i kao holinesteraza, holin esteraza II, BChE, BuChE, pseudoholinesteraza (PCE), holinesteraza u plazmi (PChE), holinesteraza u serumu (PChE), butilholinesteraza ili (najformalnije) akilholin acil , proizvodi se u jetri i nalazi se prvenstveno u krvnoj plazmi. I butil i butiril slogovi odnose se na butan sa zamenjenom jednom od krajnjih metil grupa.
Poluživot BCHE je približno 10 do 14 dana. Nivo BCHE se može smanjiti kod pacijenata sa uznapredovalom bolešću jetre. Smanjenje mora biti veće od 75% pre nego što se sukcinilholinom dogodi značajno produženje neuromuskularne blokade.

## Otkriće
1968. Valo Leuzinger i sar. uspešno su prečistili i kristalisali acetilholinesterazu iz električnih jegulja na Univerzitetu Kolumbija, Njujork.
3D strukturu acetilholinesteraze prvi put su 1991. godine odredili Joel Sussman i saradnici, korišćenjem proteina sa električnog zraka Tihog okeana.
Klinički korisne količine butirilholinesteraze sintetizovao je 2007. godine PharmAthene, upotrebom genetski modifikovanih koza.

## Klinički značaj
Odsustvo ili mutacija enzima BCHE dovodi do medicinskog stanja poznatog kao nedostatak pseudoholinesteraze. Ovo je tiho stanje koje se manifestuje samo kada ljudi koji imaju nedostatak prime mišićne relaksante sukcinilholin ili mivakurijum tokom operacije.
Nedostatak pseudoholinesteraze takođe može uticati na lokalnu anesteziju u stomatološkim procedurama. Enzim igra važnu ulogu u metabolizmu lokalnih anestetika na bazi estera, nedostatak smanjuje bezbednosnu granicu i povećava rizik od sistemskih efekata kod ove vrste anestetika. Kod takvih pacijenata preporučuje se izbor rastvora na bazi amida.
Povišenje nivoa BCHE u plazmi primećeno je u 90,5% slučajeva akutnog infarkta miokarda.
Prisustvo ACHE u amnionskoj tečnosti može se testirati u ranoj trudnoći. Uzorak amnionske tečnosti uklanja se amniocentezom, a prisustvo ACHE može potvrditi nekoliko uobičajenih vrsta urođenih mana, uključujući defekte trbušnog zida i defekte nervne cevi.
BCHE se može koristiti kao profilaktičko sredstvo protiv trovanja nervnim gasovima i drugim organofosfatima.

## Inhibitori
Inhibitor holinesteraze (ili „antiholinesteraza“) potiskuje delovanje enzima. Zbog svoje suštinske funkcije, hemikalije koje ometaju delovanje holinesteraze snažni su neurotoksini, uzrokujući prekomerno salivaciju i suzenje očiju u malim dozama, praćene grčevima mišića i na kraju smrću (primeri su zmijski otrovi, nervni gasovi sarin i VKS ). Jedan od lekova koji se suprotstavlja je pralidoksim. Pokazano je da takozvani nervni gasovi i mnoge supstance koje se koriste u insekticidima deluju kombinovanjem sa ostatkom serina u aktivnom mestu acetilholin esteraze, u potpunosti inhibirajući enzim. Enzim acetilholin esteraza razgrađuje neurotransmiter acetilholin koji se oslobađa na spojevima nerva i mišića, kako bi omogućio opuštanje mišića ili organa. Rezultat inhibicije acetilholin esteraze je da se acetilholin gradi i nastavlja da deluje tako da se bilo koji nervni impuls neprekidno prenosi i kontrakcije mišića ne prestaju.
Među najčešćim inhibitorima acetilholinesteraze su jedinjenja na bazi fosfora, koja su dizajnirana da se vežu za aktivno mesto enzima. Strukturni zahtevi su atom fosfora koji sadrži dve lipofilne grupe, odlazeću grupu (kao što je halid ili tiocijanat) i krajnji kiseonik. Unos o Lavesson-ovom reagensu sadrži neke detalje o jednoj podklasi jedinjenja na bazi fosfora.
Neki benzodiazepini, npr. temazepam deluje inhibitorno na holinesterazu.
Nivo holinesteraze može se koristiti kao indirektni marker izloženosti arsenu. 
Izvan biohemijskog rata, antiholinesteraze se takođe koriste za preokret paralize izazvane lekovima tokom anestezije; kao i u lečenju miastenije gravis, glaukoma i Alchajmerove bolesti. Takva jedinjenja se koriste za uništavanje insekata u čitavom nizu proizvoda, uključujući umočivanje ovaca, organofosfatne pesticide i karbamatne pesticide. Pored akutnog trovanja kao što je gore opisano, može se desiti i poluakutno trovanje koje karakterišu jake mentalne smetnje. Takođe, produženo izlaganje može prouzrokovati urođene nedostatke.

## Pop kultura
- Osme sezone reda i zakona: SVU, Olivia Benson je odvedena u bolnicu nakon izlaganja organofosfatima, gde joj je rečeno da je njen nivo holinesteraze nizak.
- U filmu The Inside, Simon Cable se truje inhibitorima holinesteraze i daje mu atropin i pralidoksim kako bi pomogao da se otrov preokrene. Lekaru je takođe prikazano davanje diazepama na početku filma.
- U filmu The Rock, dr. Goodspeed (Nicolas Cage) ispravno opisuje efekte hemijskog oružja VKS gasa kao inhibitora holinesteraze na Johna Mason-a (Sean Conneri) dok uklanjaju čipove za navođenje iz rakete dizajnirane za dopremanje gasa u San Francisco iz Alkatraza.
- Indie bend Ruet Caelum ima pesmu pod nazivom „Pokazivanje znakova inhibicije holinesteraze“
- U knjizi „Pretposlednja istina“ Filipa K. Dika, pripadnicima podzemnih rezervoarskih divizija zabranjeno je izlazak na površinu sa strahom da će biti izloženi napadu nervnih gasova koji uništava holinesterazu.

## Literatura
- Nicholas C. Price; Lewis Stevens (1999). Fundamentals of Enzymology: The Cell and Molecular Biology of Catalytic Proteins (Third изд.). USA: Oxford University Press. ISBN 019850229X.
- Eric J. Toone (2006). Advances in Enzymology and Related Areas of Molecular Biology, Protein Evolution (Volume 75 изд.). Wiley-Interscience. ISBN 0471205036.
- Branden C; Tooze J. Introduction to Protein Structure. New York, NY: Garland Publishing. ISBN 0-8153-2305-0.
- Irwin H. Segel. Enzyme Kinetics: Behavior and Analysis of Rapid Equilibrium and Steady-State Enzyme Systems (Book 44 изд.). Wiley Classics Library. ISBN 0471303097.

## Spoljašnje veze
- Cholinesterase на 